# フォレストパーク (クイーンズ区)

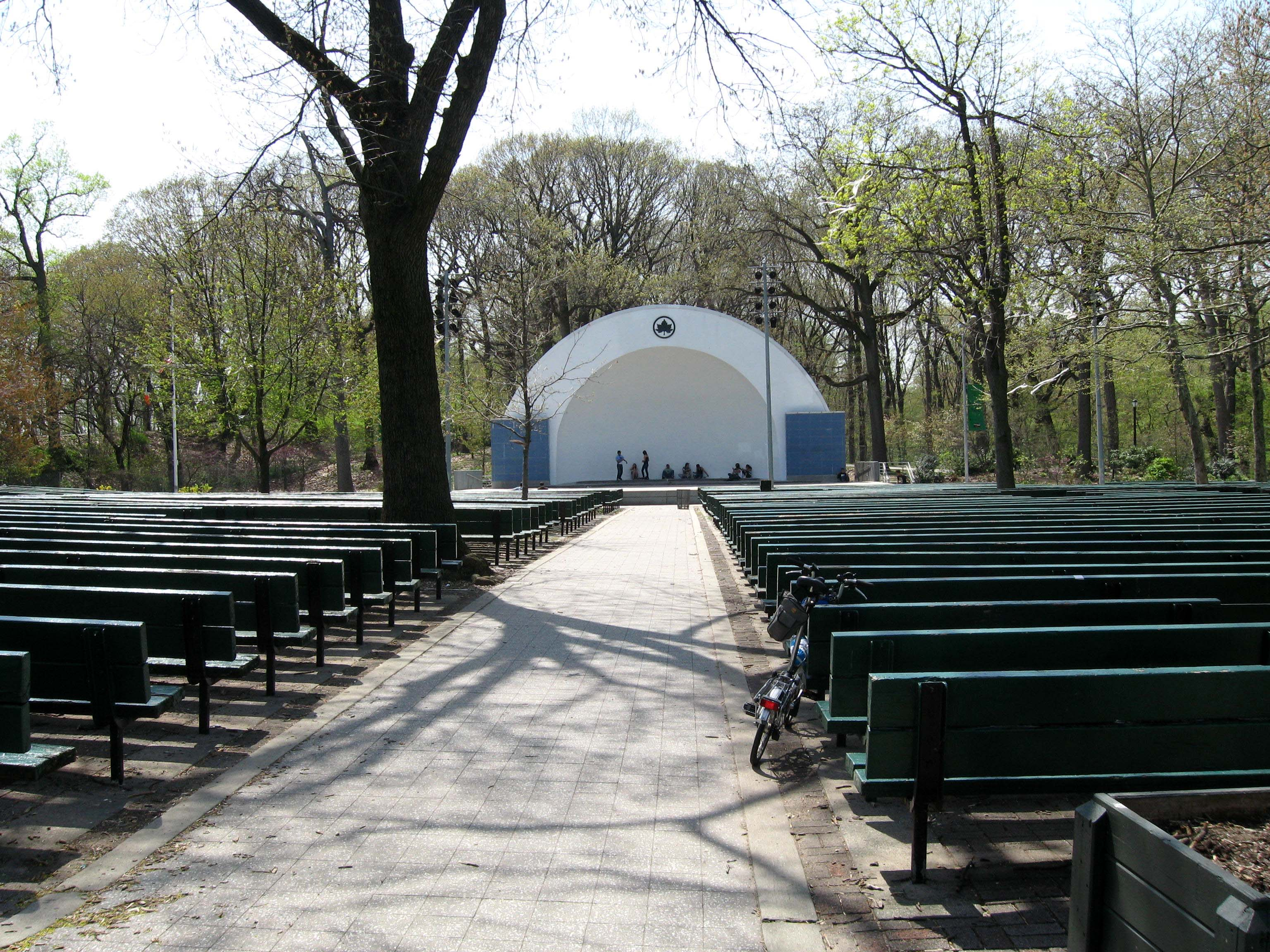
ニューヨーク市クイーンズ区フォレストパークの音楽堂

フォレストパーク（Forest Park）は、アメリカ合衆国ニューヨークのクイーンズ区にある都市公園である。面積は218ヘクタールで、ニューヨーク市では10番目に大きな公園であり、クイーンズ区では3番目に大きな公園になる。1895年8月9日に作成されたこの地域は、当時はブルックリン区の一部であったため、当初はブルックリン・フォレストパークと呼ばれていた。
この公園には、クイーンズ区で最大の連続したオークの森を含む、67ヘクタールに木々が植わっていて、樹齢1世紀半以上の木々もある。公園はウィスコンシン氷期によって残された丘の上にあり、街の無秩序な広がりの中で在来植物や野生生物にとっては天国である。公園には留鳥の数が多いことに加えて、渡り鳥が春と秋に通過する。
地域住民や都会の日帰りハイキングに利用できるトレイルがいくつかある。その他の施設には、遊び場、カルーセル、ランニング用トラック、2か所のドッグラン、池、テニスコート、バスケットボールコート、野球場、ゴルフコースなどがある。この公園は、ニューヨーク市公園レクリエーション局によって運営および維持されている。

## 参照項目
- 森林公園